# Дерев'янко Олексій Якимович
Олексій Якимович Дерев'янко (1922—1943) — молодший лейтенант Робітничо-селянської Червоної армії, учасник Німецько-радянської війни. Герой Радянського Союзу (1944).

## Життєпис
Народився 3 липня 1922 року в селі Лозуватка Катеринославської губернії (за іншими даними у селі Лука Полтавської губернії) в селянській родині.
Отримав середню освіту, після чого працював у колгоспі в Саратовської області. У 1942 році він був призваний на службу в Робітничо-селянську Червону армію. Закінчив Київське артилерійське училище. З вересня 1942 року — на фронтах Німецько-радянської війни. Брав участь у боях на Сталінградському і Воронезькому фронтах. Брав участь у Сталінградській битві. До липня 1943 року гвардії молодший лейтенант Олексій Дерев'янко командував взводом протитанкових гармат 47-го гвардійського стрілецького полку 15-ї гвардійської стрілецької дивізії 7-ї гвардійської армії Воронезького фронту. Відзначився під час Курської битви.
10 липня 1943 року взвод Дерев'янко зайняв оборону на висоті 206,9 на схід від Білгорода і брав участь у відбитті атаки 15 німецьких танків. В бою взвод знищив кілька танків, проте через деякий час всі гармати, крім однієї, були виведені з ладу. Дерев'янко отримав поранення в ногу, але сам став до гармати і став вести вогонь, виконуючи функції всього розрахунку. Вогнем гармати він підбив чотири танки противника. В тому бою біля хутора Соловйова. Дерев'янко загинув. Похований у братській могилі у селі Нікольське (Шебекінський район, Білгородської області).
Указом Президії Верховної Ради СРСР від 10 січня 1944 року за мужність, відвагу і героїзм, проявлені в боротьбі з німецькими загарбниками", гвардії молодший лейтенант Олексій Дерев'янко посмертно був удостоєний високого звання Героя Радянського Союзу. Також був нагороджений орденами Леніна та Червоної Зірки, медаллю «За оборону Сталінграда».

### Родина

Анотаційна дошка у Харкові.

Мати — Євдокія Сіловна Маковецька.

## Пам'ять
- Ім'я на Стели Героїв в Кривому Розі.
- Ім'я О. Я. Дерев'янка присвоєно вулиці у Харкові; на початку вулиці на фасаді житлового будинку (проспект Науки, 92) встановлена анотаційна дошка[6].

25 липня 2025 року, на виконання розпорядження Полтавської ОВА «Про демонтаж пам’ятників і пам’ятних знаків» за № 417 у Лохвицькій міській територіальній громаді, пам'ятну дошку Олексію Дерев'янку з будинку старостату у селі Лука, що підпорядковане Лохвицькій міській раді — демонтовано.